# Park Skowroni
Park Skowroni (dawniej: park XXX-lecia PRL) – park położony w południowej części Wrocławia, na osiedlu Gaj. Powierzchnia parku wynosi około 25 ha. Obecna nazwa parku obowiązuje na podstawie § 1 pkt 11 uchwały nr LXXI/454/93 Rady Miejskiej Wrocławia z dnia 9 października 1993 roku w sprawie nazw parków i terenów leśnych.
Za park odpowiada Zarząd Zieleni Miejskiej we Wrocławiu.

## Położenie
Od północy park zamyka aleja Armii Krajowej, odcinając niewielki drzewostan, za którym znajduje się Miejski Ośrodek Sportu i Rekreacji, w tym między innymi lodowisko i korty tenisowe, a za nimi Park Generała Władysława Andersa. Ta część parku położona jest wzdłuż ulicy Spiskiej, stanowiącej na tym odcinku parkowy deptak pieszo-rowerowy. Wschodnią granicę stanowi granica osiedla Gaj i osiedla Borek.  
Dalej na południe znajduje się Cmentarz Żołnierzy Radzieckich na Skowroniej Górze, cmentarz parafialny parafii Świętego Maurycego oraz kompleks ogródków działkowych położonych wzdłuż ulicy Spiskiej. Park rozpościera się pomiędzy ogródkami a osiedlem przy ulicy Ślężnej i terenem Instytutu Immunologii i Terapii Doświadczalnej. Kończy się przy ulicy Weigla. Na wschodzie znajduje się nowa Akademia Medyczna, a na zachodzie Szpital Wojskowy.
Park został utworzony w 1967 r. Powstał w miejscu zlikwidowanych przedwojennych cmentarzy: katolickiego i ewangelicko-luterańskiego.

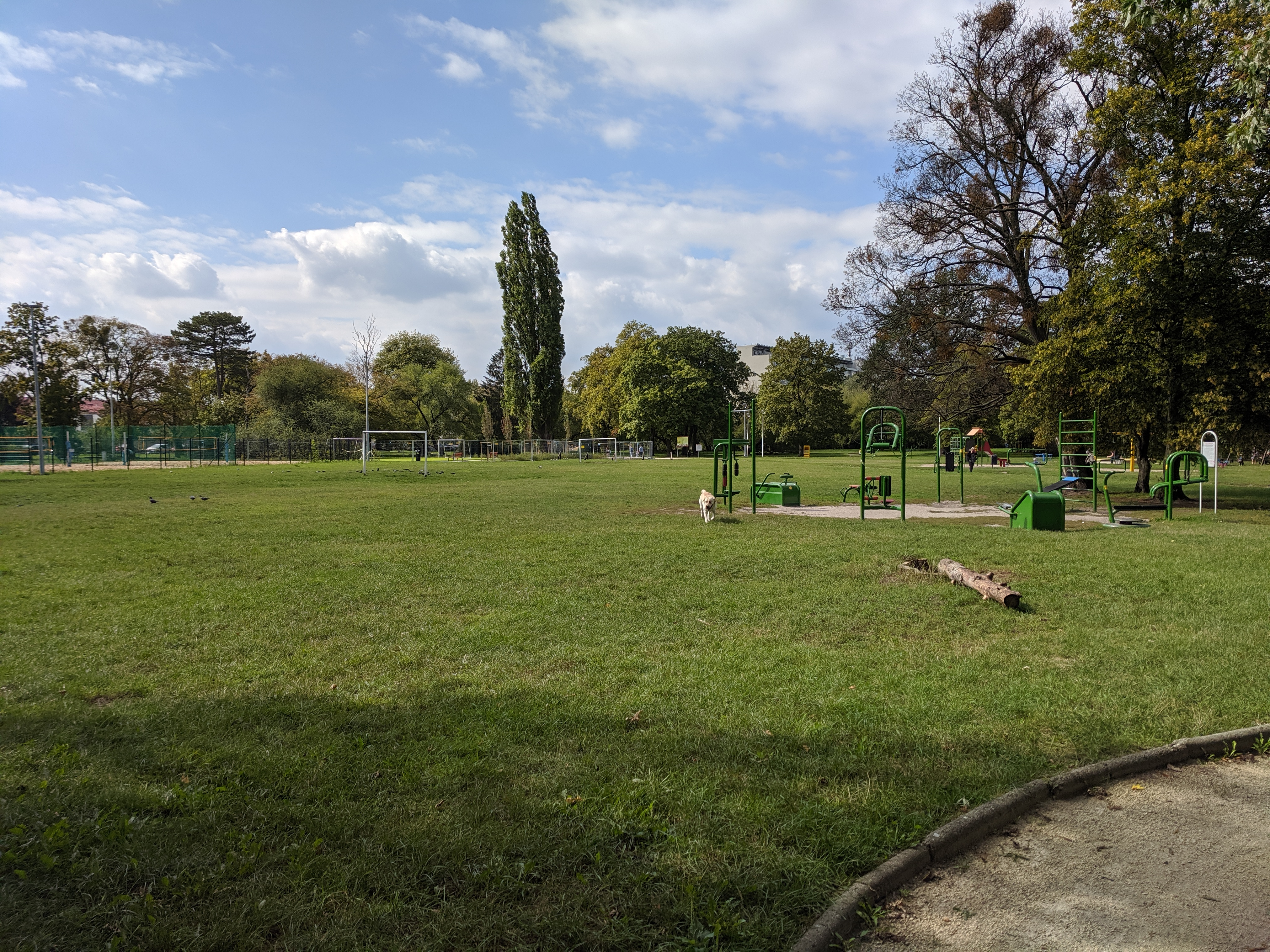
Siłownia na świeżym powietrzu; na drugim planie stare boisko do gry w piłkę, w tle po lewej dwa boiska do siatkówki plażowej i nowe boisko

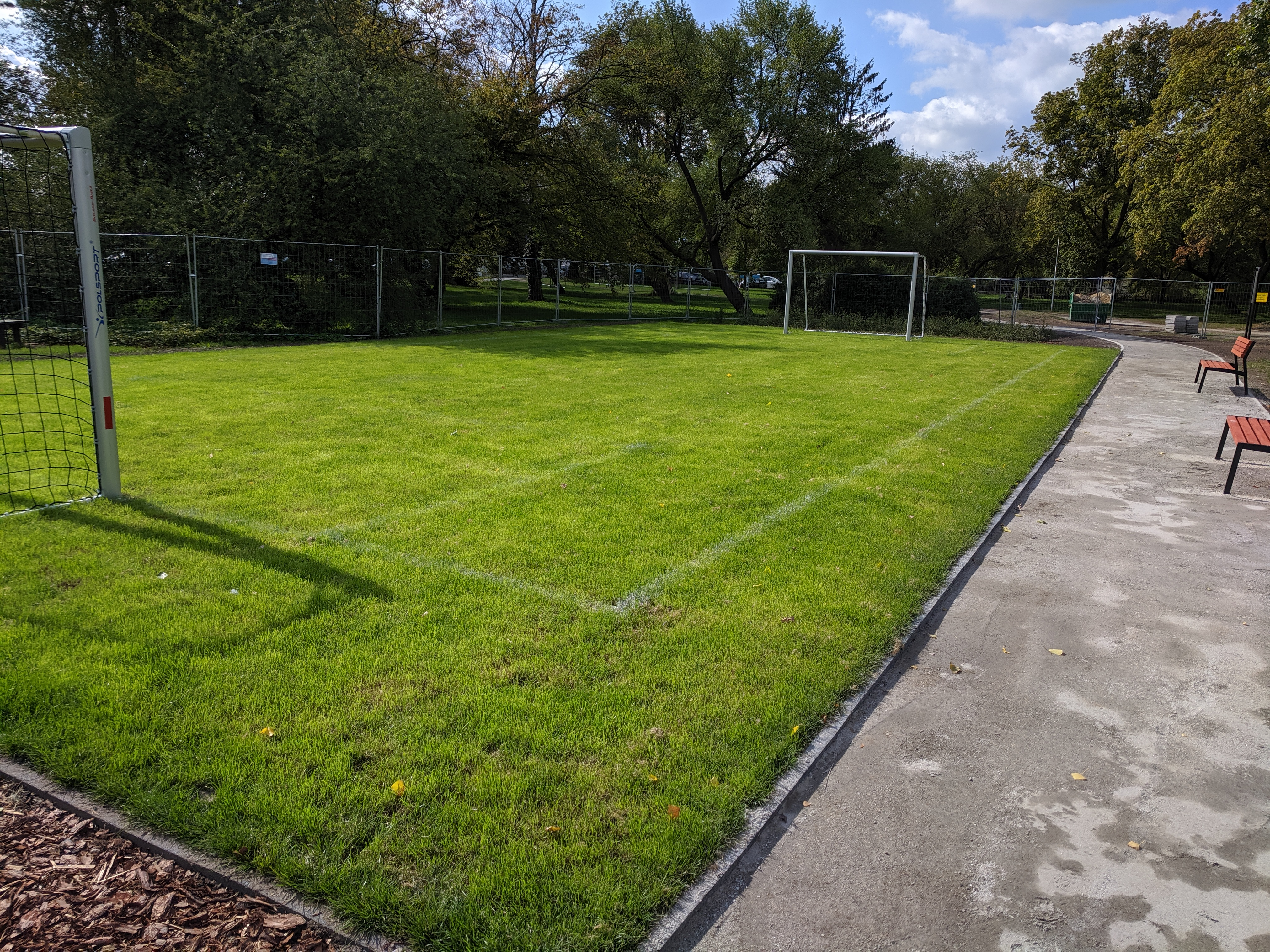
boisko wybudowane w 2019

## Atrakcje
W parku zlokalizowano obiekty służące rekreacji i aktywnemu wypoczynkowi, między innymi:
- wytyczono ścieżkę biegową[5],
- wybudowano w 2001 ogólnodostępną siłownię na wolnym powietrzu[5],
- urządzono plac zabaw dla dzieci,
- wybudowano w 2017 boisko do siatkówki plażowej[9],
- trwa budowa (2019 r.) boiska do piłki nożnej[a].
- Od 2020 dostępna jest nowoczesna, mozaikowa toaleta publiczna – wandaloodporna, z grającą muzyką[10].